# Алёша Птицын вырабатывает характер
«Алёша Птицын вырабатывает характер» — советская чёрно-белая кинокомедия, поставленная на киностудии «Ленфильм» в 1953 году режиссёром Анатолием Граником.
Первая роль в кино восьмилетней Натальи Селезнёвой.

## Сюжет
Третьеклассник Алёша Птицын решил воспитать свой характер: рано вставать, выполнять режим дня и вообще избавиться от опеки родителей и бабушки. Но случилось непредвиденное: рассеянная бабушка Оля потеряла письмо, в котором её давняя подруга Сима сообщает, когда будет проездом в Москве, и опоздала на вокзал. К тому же произошла путаница: внук Саша, как поняла из письма бабушка Оля, на самом деле оказался внучкой Сашенькой. Случайно встретивший их Алёша решил провести для гостей столицы экскурсию по Москве, дабы восстановить в их глазах истинное представление о гостеприимных москвичах и исправить ошибку своей бабушки.

## В ролях
- Витя Каргопольцев — Алёша Птицын, ученик 3-го класса
- Ольга Пыжова — Ольга Александровна, бабушка Алёши
- Валентина Сперантова — бабушка Сима, подруга Ольги Александровны
- Наталья Селезнёва (в титрах — Наташа Полинковская)[2] — Сашенька, внучка бабушки Симы
- Юрий Бубликов — Андрей Андреевич, папа Алёши
- Тамара Алёшина — Наталья Фёдоровна, мама Алёши
- Надежда Румянцева — Галя, сестра Алёши
- Александр Михайлов — Тихон Иванович, учитель Алёши
- Роза Макагонова — Ольга Васильевна, студентка-практикантка (в титрах — Роза Макогонова)
- Лидия Сухаревская — старший лейтенант Сергеенко, сотрудник детской комнаты милиции
- Серёжа Подмастерьев — Генка, сосед Алёши
- Боря Васильев — Никита, друг Алёши

## В эпизодах
- В титрах не указаны:

- Леонид Галлис — эпизод
- Анна Лисянская — мать Генки
- Иван Назаров — проводник в поезде
- Екатерина Савинова — продавщица мороженого
- Лев Степанов — пассажир на вокзале
- Валентина Ушакова — дежурная в метро
- Гена Худяков — эпизод
- Рудик Фурманов — эпизод
- Анатолий Абрамов - носильщик
- Александра Тришко - бабушка с внуком
- Александра Матвеева - продавец пирожков

## Съёмочная группа
- Автор сценария — Агния Барто
- Постановка — Анатолия Граника
- Режиссёр — Иосиф Гиндин
- Оператор — Евгений Шапиро
- Второй оператор — Дмитрий Месхиев
- Художник — Алексей Рудяков
- Композитор — Олег Каравайчук
- Звукооператор — Николай Косарев
- Директор картины — В. Яковлев